# Centropus chalybeus
Il cucal di Biak, cuculo fagiano di Biak o cuculo fagiano dell'Isola di Biak (Centropus chalybeus Salvadori, 1875) è un uccello della famiglia Cuculidae.

## Distribuzione e habitat
Questo uccello è endemico delle isole di Biak e Supiori, al largo della Nuova Guinea indonesiana.

## Tassonomia
Centropus chalybeus non ha sottospecie, è monotipico.